# Teodorico I de Holanda

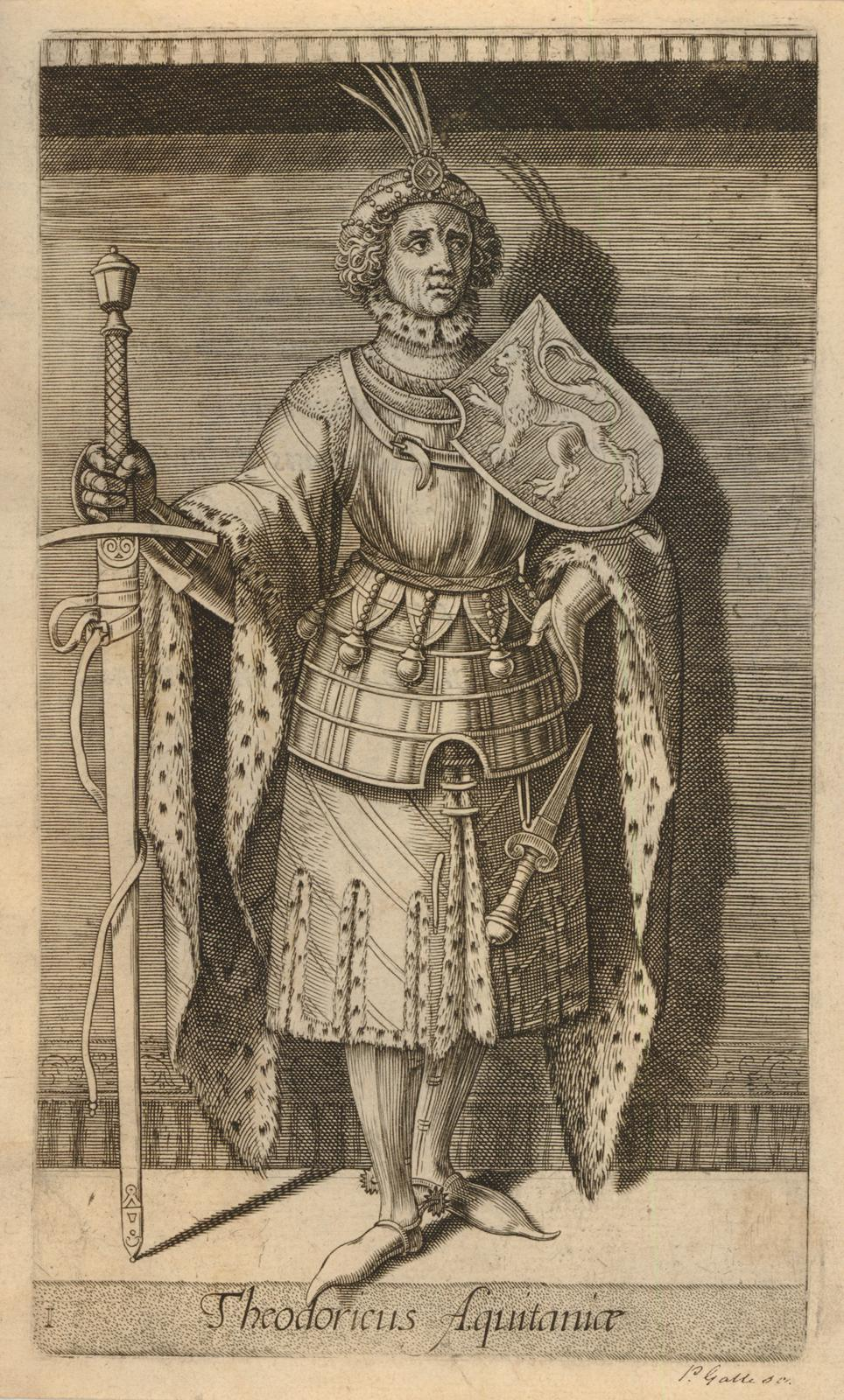
Teodorico I representado en un grabado del siglo XVI

Teodorico I, muerto hacia 959, conocido también como Dirk I,  fue conde de Frisia desde 916 a 959. Era probablemente hijo de Gerolfo II, conde en el Kennemerland.
Es investido, en pleno dominio, por Carlos el Simple del comitatus de Kennemerland, en el que había sucedido a su padre, en un lugar llamado Pladella Villa (situado en el actual municipio de Bladel) por carta patente fechada el 20 de abril de  922.
En 923, el mismo monarca, encontrándose en Bladel (pueblo del concejo de Bois-le-Duc) le dona la iglesia de Egmond con todas sus dependencias. En los archivos de su abadía figura Teodorico como el primer conde de Holanda.
Sin embargo, este fue el último favor que recibió del soberano, ya que Carlos el Simple es destronado en esa época tras su derrota en la batalla de Soissons frente a Roberto I de Francia.  
Aunque no se conoce el nombre de su esposa, tuvo dos hijos:
- (Teodorico ?), conde en Frisia asociado a su padre desde 928 a 939,  que fue el padre de Teodorico II († 988), conde en Frisia. La existencia de este hijo ha sido puesta en evidencia por estudios recientes.
- Gerolfo.

Teodorico I fue enterrado en la Abadía de Egmond.